# Michael Barrantes
Michael Barrantes Rojas (San José, 4 ottobre 1983) è un calciatore ed ex giocatore di calcio a 5 costaricano, centrocampista del Santa Ana.

## Caratteristiche tecniche
È un centrocampista elegante, di piede mancino, dotato di tecnica e visione di gioco.

## Carriera

### Club

#### Aalesund
Il 19 luglio 2010, i norvegesi dell'Aalesund hanno ufficializzato l'ingaggio di Barrantes. Il giocatore ha debuttato nell'Eliteserien in data 8 agosto, subentrando a Fredrik Carlsen nella vittoria casalinga per 2-0 sul Tromsø. Il suo impatto sul calcio norvegese non è stato positivo. Il 12 settembre, alla prima da titolare contro l'Odd Grenland, ha causato un goffo rigore per gli avversari. Il 24 ottobre successivo ha realizzato la prima rete nella massima divisione locale, contribuendo al successo esterno per 1-3 sul campo del Viking. Con il passare del tempo, le sue prestazioni sono migliorate.
Il 21 marzo 2011, Barrantes ha rinnovato il contratto che lo legava all'Aalesund fino al 31 dicembre 2013. Il 30 giugno dello stesso anno, ha disputato la prima partita nelle competizioni europee per club: è stato infatti schierato titolare nel primo turno di qualificazione all'Europa League 2010-2011, in cui la sua squadra ha battuto il Neath Athletic col punteggio di 4-1. Nella sfida di ritorno contro lo stesso Neath Athletic, ha realizzato la prima rete nella competizione, contribuendo alla vittoria esterna della sua squadra col punteggio di 0-2. Nello stesso anno, una sua doppietta ha permesso all'Aalesund di battere il Brann nella finale del Norgesmesterskapet, sancendo il successo per 2-1 che ha consentito alla sua squadra di aggiudicarsi il trofeo. A fine stagione, tra campionato e coppe, Barrantes ha messo a segno 18 reti e ha fornito 14 assist vincenti ai suoi compagni. In virtù di queste prestazioni, si è aggiudicato il premio Kniksen per il miglior centrocampista dell'Eliteserien 2011.
Al termine dell'annata seguente, Barrantes ha messo a referto 10 reti, 9 delle quali in campionato e una in Europa League: è risultato così essere il miglior marcatore stagionale dell'Aalesund. L'8 agosto 2013, ha rinnovato il contratto che lo legava al club fino al 31 dicembre 2015. Le prestazioni offerte nel corso del campionato 2013 sono state riconosciute con la candidatura al premio Kniksen per il miglior centrocampista dell'anno, titolo andato poi a Stefan Johansen.
Nell'estate seguente, Barrantes ha partecipato al campionato del mondo 2014 ed è tornato ad allenarsi con l'Aalesund dopo la rassegna, il 15 luglio. Il 3 agosto ha festeggiato la 100ª partita con la maglia dell'Aalesund, in occasione della vittoria per 2-1 contro il Bodø/Glimt: Henrik Hoff, dirigente della squadra, lo ha premiato prima dell'inizio dell'incontro. Il centrocampista costaricano è stato anche scelto per essere inserito sulla copertina dell'edizione speciale per i tifosi dell'Aalesund del videogioco FIFA 15.

#### La Cina ed il ritorno in patria
Il 18 giugno 2015, l'Aalesund ha annunciato sul proprio sito internet d'aver ceduto Barrantes ai cinesi dello Shanghai Shenxin. Da accordi, il giocatore avrebbe disputato un'ultima partita per il vecchio club, precisamente contro lo Stabæk, prima di trasferirsi alla nuova squadra. Il contratto di Barrantes sarebbe scaduto alla fine dell'anno solare. Ha esordito in squadra il 28 giugno, subentrando ad Everton nel pareggio per 1-1 contro lo Shanghai Shenhua.
Il 15 gennaio 2016 è passato al Wuhan Zall, compagine di China League One.
Il 28 gennaio 2017 ha fatto ritorno in Costa Rica, per giocare nel Cartaginés.

### Nazionale
Il 28 giugno 2013, Barrantes è stato incluso tra i convocati della Costa Rica in vista dell'imminente edizione della Gold Cup.
Il 13 maggio 2014, è stato scelto tra i 26 preconvocati in vista del campionato del mondo 2014: di questi, 3 giocatori sarebbero stati esclusi dalla rassegna. Il 30 maggio, Barrantes è stato scelta nella rosa definitiva.

## Statistiche

### Presenze e reti nei club
Statistiche aggiornate al 18 gennaio 2018.
| Stagione        | Club             | Campionato      | Campionato | Campionato | Coppe nazionali | Coppe nazionali | Coppe nazionali | Coppe continentali | Coppe continentali | Coppe continentali | Supercoppe | Supercoppe | Supercoppe | Totale | Totale |
| Stagione        | Club             | Comp            | Pres       | Reti       | Comp            | Pres            | Reti            | Comp               | Pres               | Reti               | Comp       | Pres       | Reti       | Pres   | Reti   |
| --------------- | ---------------- | --------------- | ---------- | ---------- | --------------- | --------------- | --------------- | ------------------ | ------------------ | ------------------ | ---------- | ---------- | ---------- | ------ | ------ |
| 2010            | Aalesund         | ES              | 7          | 2          | CN              | -               | -               | UEL                | -                  | -                  | SN         | -          | -          | 7      | 2      |
| 2011            | Aalesund         | ES              | 29         | 6          | CN              | 7               | 7               | UEL                | 7                  | 5                  | -          | -          | -          | 43     | 18     |
| 2012            | Aalesund         | ES              | 28         | 9          | CN              | 4               | 0               | UEL                | 3                  | 1                  | -          | -          | -          | 35     | 10     |
| 2013            | Aalesund         | ES              | 26         | 7          | CN              | 3               | 0               | -                  | -                  | -                  | -          | -          | -          | 29     | 7      |
| 2014            | Aalesund         | ES              | 20         | 6          | CN              | 2               | 2               | -                  | -                  | -                  | -          | -          | -          | 22     | 8      |
| gen.-giu. 2015  | Aalesund         | ES              | 12         | 3          | CN              | 2               | 0               | -                  | -                  | -                  | -          | -          | -          | 14     | 3      |
| Totale Aalesund | Totale Aalesund  | Totale Aalesund | 122        | 33         |                 | 18              | 9               |                    | 10                 | 6                  |            | -          | -          | 150    | 48     |
| giu.-dic. 2015  | Shanghai Shenxin | SL              | 13         | 4          | CC              | -               | -               | -                  | -                  | -                  | -          | -          | -          | 13     | 4      |
| 2016            | Wuhan Zall       | L1              | 26         | 4          | CC              | ?               | ?               | -                  | -                  | -                  | -          | -          | -          | 26+    | 4+     |
| Totale          | Totale           | Totale          | 149+       | 37+        |                 | 18+             | 9+              |                    | 10+                | 6+                 |            | -          | -          | 177+   | 52+    |

## Palmarès

### Calcio

#### Club

##### Competizioni nazionali
- Coppa di Norvegia: 1

Aalesunds: 2011

##### Competizioni internazionali
- CONCACAF League: 1

Saprissa: 2019
- CONCACAF Central American Cup: 1

Alajuelense: 2023

#### Individuale
- Miglior centrocampista del campionato norvegese: 1

2011